# ديفيد لي
ديفيد لي (بالإنجليزية: David Lee)‏ مواليد 29 أبريل 1983، هو لاعب كرة سلة أمريكي يلعب مع فريق سان أنطونيو سبيرز في الرابطة الوطنية لكرة السلة ويحمل الرقم 10. يبلغ طوله 6 قدم 9 بوصة (2.1 م).

## فرق لعب لها
- نيويورك نيكس
- غولدن ستايت ووريورز

## روابط خارجية
- ديفيد لي على موقع إن بي أي (الإنجليزية)
- ديفيد لي على موقع سبورتس رفرنس (الإنجليزية)
- ديفيد لي على موقع كرة السلة الأوروبية.كوم (الإنجليزية)
- ديفيد لي على موقع DraftExpress.com (الإنجليزية)
- ديفيد لي على موقع إي إس بي إن.كوم (الإنجليزية)
- ديفيد لي على موقع كلية كرة السلة في سبورتس رفرنس.كوم (الإنجليزية)
- ديفيد لي على موقع ريلجم (الإنجليزية)
- ديفيد لي على موقع بروبوليرز (الإنجليزية)